# وتر بال

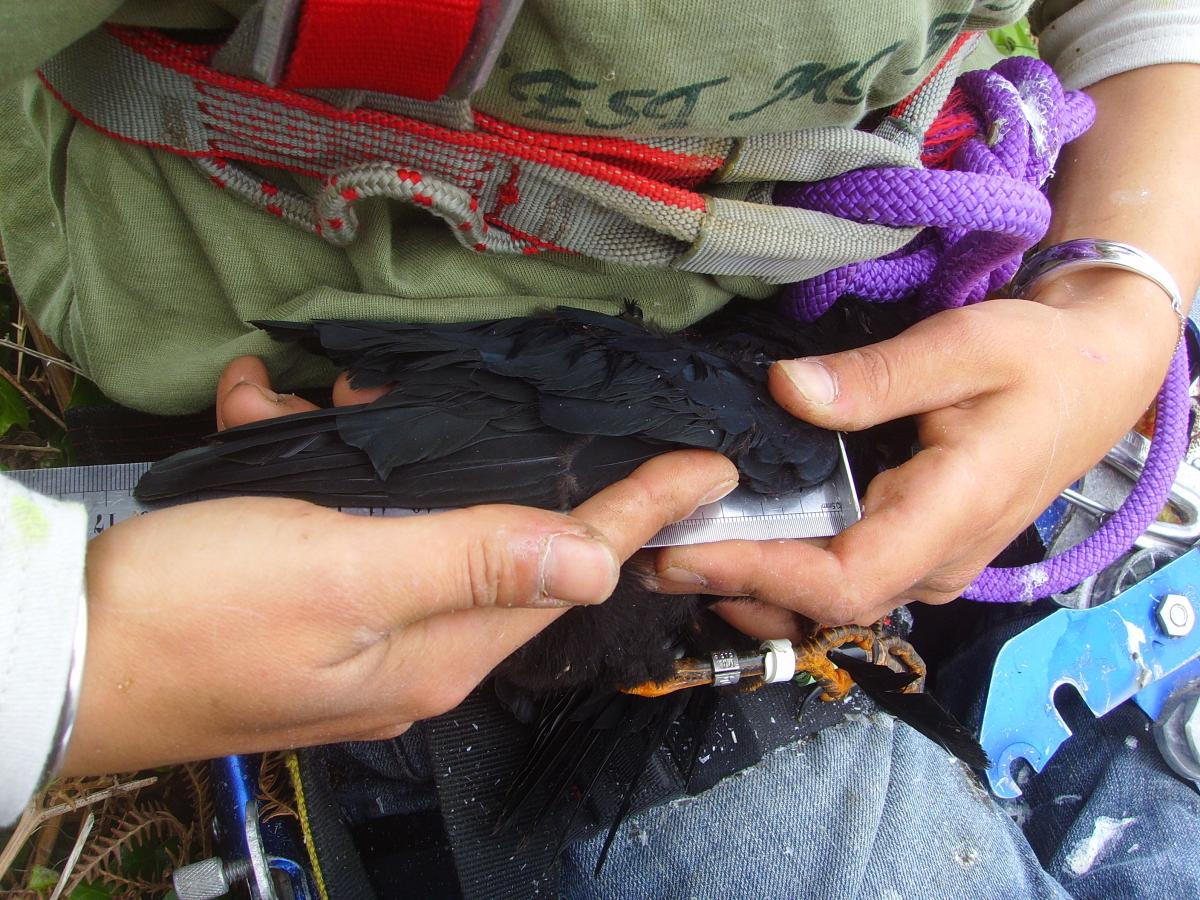
اندازه وتر بال روی یک زاغ نوک‌سرخ در هنگام حلقه‌گذاری

وتر بال یک اندازه‌گیری در کالبدشناسی بال پرنده است. اندازه‌گیری خم بال در زاویه ۹۰ درجه، از برجسته‌ترین نقطه مفصل مچ دست تا نوک بلندترین شاهپرهای اولیه انجام می‌شود. اغلب به عنوان یک اندازه‌گیری استاندارد از نسبت‌های یک پرنده اندازه‌گیری می‌شود و برای تمایز بین گونه‌ها و زیرگونه‌ها به کار می‌رود.
اغلب بال و پرهای آن صاف هستند اما در برخی موارد اندازه‌گیری وتر بال با خمیدگی آن ترجیح دارد.